# テックコースト
テックコースト (英: Tech Coast) は、北のサンタバーバラから南のサンディエゴまで広がる南カリフォルニア地域に与えられた名称である。この名称はそれまでの航空宇宙産業と軍事産業に支配された経済から、分散化されグローバルで複数の技術を原動力とする経済に成熟してきた地域を表すため、1990年代の半ばに採用された。
テックコースト内の研究大学または研究施設で行われている研究開発活動は世界的に見ても密度が高く、ハイテク関連会社の数はシリコンバレー、ボストンのルート128、またはリサーチ・トライアングル・パーク(ノースカロライナ州) のを上回る。
2010年代初頭から、ロサンゼルス郡西部の沿岸部に多くのハイテク企業が進出し、同地域はシリコンビーチと呼ばれるようになった。

## テックコースト内の主要研究大学
- カリフォルニア工科大学
- 南カリフォルニア大学
- ロマリンダ大学
- カリフォルニア大学ロサンゼルス校
- カリフォルニア大学サンタバーバラ校
- カリフォルニア大学リバーサイド校
- カリフォルニア大学アーバイン校
- カリフォルニア大学サンディエゴ校

## テックコースト内の主要研究施設
- スクリップス研究所(サンディエゴ)
- スクリップス海洋研究所(サンディエゴ)
- ランド研究所 (サンタモニカ)
- ジェット推進研究所(パサディナ)
- ベックマン研究所(ロサンゼルス)
- 情報科学研究所(マリナ・デル・レイ)
- ソーク研究所(サンディエゴ)

またテックコーストはロサンゼルス港とロングビーチ港によって構成される全米最大の港の集合体と、世界最大級の空港の一つであるロサンゼルス国際空港を含む。